# いて座ニュー1星
いて座ν1星（いてざニュー1せい）は、いて座の5等星。「ティースプーン」と呼ばれるアステリズムの一部を成す。

## 概要
クラウディオス・プトレマイオス（トレミー）は、14分離れたいて座ν1星とν2星のペアを二重星と呼んでいたとされる。

## 名称
ν1 Sagittarii、略称ν1 Sgr。固有名のAinalramiはアラビア語で「射手の目」を意味するʽAin al Rāmīに由来している。これは元々ν1星とν2のペアに対して付けられたものである。2017年9月5日、IAUの恒星の命名に関するワーキンググループ (Working Group on Star Names, WGSN) は、Ainalrami をいて座ν星1Aの固有名として正式に承認した。